# Siergiej Karamczakow
Siergiej Zacharowicz Karamczakow (ros. Сергей Захарович Карамчаков; ur. 30 lipca 1962 w Askizie w Chakaskim OA, zm. w 1993 w Abakanie) – radziecki zapaśnik w stylu wolnym. Brązowy medalista z Igrzysk w Seulu 1988 w kategorii do 48 kg.
Brąz na Mistrzostwach Świata w 1987 roku. Dwukrotnie piąty na Mistrzostwach Europy w 1983 i 1987. Pierwszy w Pucharze Świata w 1986 i 1988; drugi w 1989.
Mistrz ZSRR w 1987 i 1990, wicemistrz z 1982 i 1988, trzeci w 1989 roku.